# Liste du patrimoine immobilier classé de Comines-Warneton
Cette page regroupe l'ensemble du patrimoine immobilier classé de la ville belge de Comines-Warneton.
| Objet                                                | Année de construction / Architecte | Adresse | Section communale | Coordonnées                      | Numéro d’inventaire | Illustration              |
| ---------------------------------------------------- | ---------------------------------- | ------- | ----------------- | -------------------------------- | ------------------- | ------------------------- |
| Deux Tombeaux, dans la crypte de la tour de l'église |                                    |         |                   | 50° 45′ 12″ nord, 2° 57′ 03″ est | 54010-CLT-0004-01   | Image manquanteTéléverser |